# 음력 3월 16일
음력 3월 16일은 음력 3월의 16번째 날이다.

## 사건
- 1994년 - 중화항공 140편 추락 사고로 264명의 탑승객 사망.

## 탄생
- 1984년 - 대한민국의 배우 금단비.
- 1995년 - 대한민국의 가수 김남주(에이핑크).
- 2000년 - 대한민국의 래퍼 빈첸.

## 사망
- 2021년 -
  - 대한민국의 추기경 정진석.
  - 대한민국의 연극 배우 천정하.

## 같이 보기
- 음력 360일: 1월 2월 3월 4월 5월 6월 7월 8월 9월 10월 11월 12월
- 전날:3월 15일 다음날:3월 17일 - 전달:2월 16일 다음달:4월 16일
- 양력:3월 16일
- 음력, 윤달